# Kristinehamn
För andra betydelser, se Kristinehamn (olika betydelser).

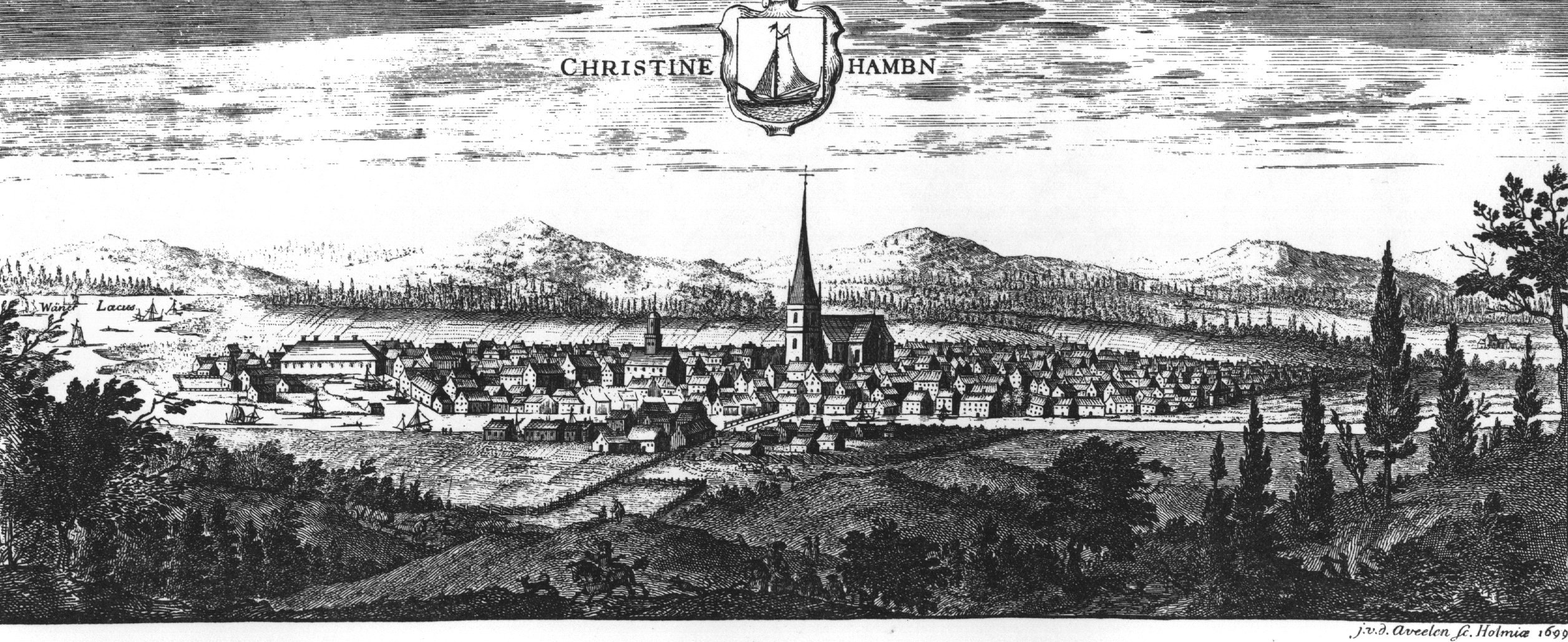
Kristinehamn omkring 1700. Ur Suecia antiqua et hodierna.

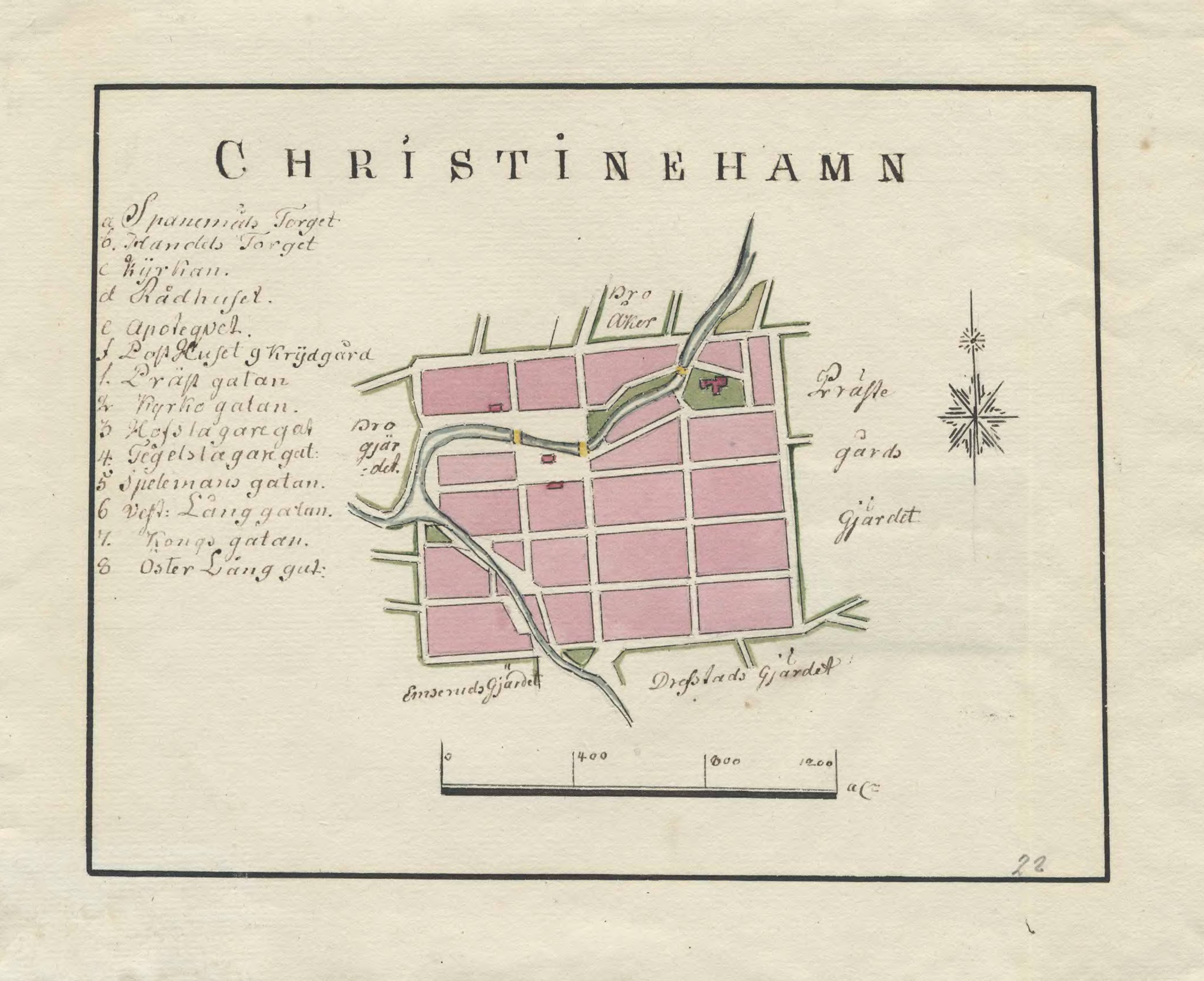
Karta över Kristinehamn från 1790-talet

Kristinehamn är en tätort i Kristinehamns distrikt i Värmland och centralort i Kristinehamns kommun, Värmlands län. Orten ligger vid Vänern, cirka 40 kilometer öster om Karlstad och 30 kilometer väster om Karlskoga.
Staden är placerad vid sammanflödet av åarna Varnan och Lötälven, vars gemensamma utlopp mynnar i Varnumsviken, en vik av Vänern. Kristinehamn är Värmlands läns näst största tätort efter Karlstad.
Historiskt utvecklades Kristinehamn till landets främsta utskeppningshamn för stångjärn och tackjärn från Bergslagen, och på Vågmästaregården fastställdes under 1700-talet det internationella marknadspriset på järn.

## Historia
Kristinehamns historia börjar som hamn- och marknadsplats vid bron över Varnan, där riksvägen mellan Sverige och Norge passerade. Platsen kallades ursprungligen Bro (Broo) och låg inom Varnums socken, långt innan de första stadsprivilegierna. Redan på 1300-talet låg här sätesgården Bro, på platsen för dagens inre hamn och torg. Vid denna tid uppfördes även en kyrka. Kyrkans exakta plats är okänd, men det tros att den låg bakom nuvarande stadshotellet vid dagens Gamla Kyrkogatan.
År 1572 anlade hertig Karl ett kronobruk med masugn, hammarsmedja, såg och kvarn. 1582 fick Bro stadsrättigheter för att bli Värmlands centralort, men redan 1584 flyttades privilegierna till Karlstad, eftersom Bro ansågs olämplig för bruksverksamhet. Järnbruket flyttades då till Nykroppa. Under 1600-talet ökade järnhanteringen i Värmland och Bros betydelse växte. År 1639 beslutade drottning Kristinas förmyndarregering att ge Bro stadsprivilegier. Dessa utfärdades 29 oktober 1642 och staden fick namnet Christinehamn efter drottningen. En ny kyrka byggdes på platsen för nuvarande Brogymnasiets skolgård, markerad på den stenlagda gården. Stadsvapnet visar båttypen bojort, ett fartyg som användes för att frakta stångjärn från Bergslagen till Kristinehamn och vidare ut över Vänern. Mellan 1686 och 1903 hölls Fastings marknad för järnhandel, och nöjesdelen lever vidare under namnet Fastingen. Kristinehamn hade även Sveriges enda sidenfabrik utanför Stockholm, Emerentia Jernfelts "fabrik för tryckning å siden och linne", verksam cirka 1752–1762.
Staden har drabbats av flera stora bränder, bland annat 1777 då nästan hela staden förstördes, och 1893 då ett femtiotal gårdar längs Kungsgatan brann ned.
Under 1800-talet utvecklades järntransporterna. Tackjärn från Sjöändan drogs på vagnar till Kristinehamn. 1842 började bygget av Christinehamn–Sjöändans Järnväg, invigd 1850 och först hästdragen, sedan med ånglok från 1858. Sträckan blev del av inlandsbanan, där kilometer 0 ligger vid Kristinehamns station. Bland dem som arbetade vid järnvägen fanns Axel Broström, senare initiativtagare till modernisering av stadens segelflotta till ångbåtsflotta på 1870-talet.
År 1805 byggdes nuvarande Kristinehamns rådhus vid Norra Torget. Kristinehamns kyrka stod klar 1858 och ersatte då en tidigare korskyrka i trä.
Stadens smeknamn Lusasken kommer från den sparbössa där invånarna lagt pengar till behövande sjömän. Sparbössan töms varje luciadag och medlen går till Sjöräddningssällskapet. Ursprungsnamnet ”Lusseasken” blev med tiden ”Lusasken”.

### Administrativa tillhörigheter
Vid kommunreformen 1862 blev Kristinehamns stad en stadskommun omgiven av Varnums socken, där delar av bebyggelsen också låg. 1951 inkorporerades Varnums socken/Kristinehamns landskommun, och 1971 blev Kristinehamn centralort i den nya Kristinehamns kommun.
Kristinehamn har alltid tillhört Kristinehamns församling, som 1960 slogs samman med Varnums församling. Församlingen tillhör Karlstads stift.
Orten tillhörde till 1971 Kristinehamns rådhusrätt, därefter Kristinehamns domsaga (1971–2005) och sedan 2005 Värmlands domsaga.

### Befolkningsutveckling
| Befolkningsutvecklingen i Kristinehamn 1960–2020 | Befolkningsutvecklingen i Kristinehamn 1960–2020 | Befolkningsutvecklingen i Kristinehamn 1960–2020 | Befolkningsutvecklingen i Kristinehamn 1960–2020 | Befolkningsutvecklingen i Kristinehamn 1960–2020 |
| ------------------------------------------------ | ------------------------------------------------ | ------------------------------------------------ | ------------------------------------------------ | ------------------------------------------------ |
|                                                  |                                                  |                                                  |                                                  |                                                  |
| År                                               |                                                  |                                                  | Folkmängd                                        | Areal (ha)                                       |
| 1960                                             | 1960                                             |                                                  | 20 142                                           |                                                  |
| 1965                                             | 1965                                             |                                                  | 20 460                                           |                                                  |
| 1970                                             | 1970                                             |                                                  | 21 043                                           |                                                  |
| 1975                                             | 1975                                             |                                                  | 21 146                                           |                                                  |
| 1980                                             | 1980                                             |                                                  | 20 285                                           |                                                  |
| 1990                                             | 1990                                             |                                                  | 19 340                                           | 1 315                                            |
| 1995                                             | 1995                                             |                                                  | 19 274                                           | 1 337                                            |
| 2000                                             | 2000                                             |                                                  | 17 934                                           | 1 341                                            |
| 2005                                             | 2005                                             |                                                  | 17 836                                           | 1 342                                            |
| 2010                                             | 2010                                             |                                                  | 17 839                                           | 1 336                                            |
| 2015                                             | 2015                                             |                                                  | 18 557                                           | 1 401                                            |
| 2020                                             | 2020                                             |                                                  | 18 597                                           | 1 429                                            |
|                                                  |                                                  |                                                  |                                                  |                                                  |

### Militärstaden
Efter försvarsbeslutet 1942 placerades Bergslagens artilleriregemente (A 9) i det som blev Kristinehamns garnison. 1985 tillkom Artilleriets officershögskola, och 1991 även Artilleriets stridsskola och Arméns artillericentrum. Kristinehamn blev därmed arméns kompetenscentrum för artilleri. 1994 flyttade militär verksamhet från Kasernhöjden och Karlstads garnison till Kristinehamn. År 2000 avvecklades en stor del av garnisonen då Värmlands regemente, Värmlands försvarsområde och Värmlandsbrigaden utgick, samtidigt som Bergslagens artilleriregemente omorganiserades till Artilleriregementet. 2005 flyttades Artilleriregementet till Bodens garnison. Genom försvarsbeslutet 2020 beslutades om återetablering av Bergslagens artilleriregemente i Kristinehamn, men verksamheten placerades på Harberget. Inför återetableringen låg regementets etableringsstab i Kristinehamns rådhus på Kungsgatan 25.

## Stadsdelar
| - Bro - Broängen - Djurgården - Drevsta - Enserud - Fältet | - Haga - Kvarnbyn - Landa - Marieberg - Marielund - Presterud | - Sandfallet - Sanna - Smedby - Stenbacken - Stenstaliden - Stensta | - Strand - Stenfallet - Villastaden - Ålkärr - Östermalm |

## Kommunikationer

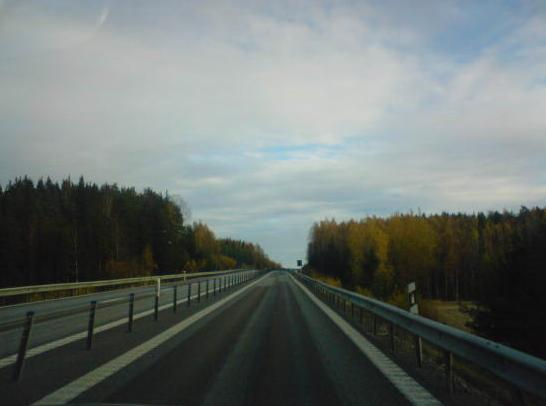
E18 Karlskoga-Kristinehamn

Kristinehamn ligger längs Europaväg 18 (Stockholm-Oslo) och riksväg 26. 
Långdistansbussar går mellan Kristinehamn och bland annat Stockholm, Oslo, Göteborg och Jönköping. Länsbussarna i Värmland kör regionalt till Karlstad, Karlskoga, Medhamn, Björneborg, Degerfors, Rudskoga, Bjurvik, Nybble, Gullspång, Filipstad och Storfors.. Det finns också stadsbussar som går på 10 olika busslinjer. 
Kristinehamns hamn är Vänerns näst största och nordöstligaste hamn. Hamnen drivs av Vänerhamn AB. På sommaren går det turbåtar från Kristinehamn till några av skärgårdsöarna.
Kristinehamns station ligger vid Värmlandsbanan. Här börjar också Inlandsbanan.
Det går regionala tåg till Charlottenberg/Oslo/Kongsvinger, men också till Göteborg, via Karlstad och Arvika samt till Örebro via Degerfors. 
Med Tågåkeriet i Bergslagen(Tågab) kan man åka till Göteborg via Skövde eller via Trollhättan. Det går även tåg till Karlstad och Falun. SJ har trafik till Oslo och Stockholm även till Örebro via Hallsberg.

## Näringsliv

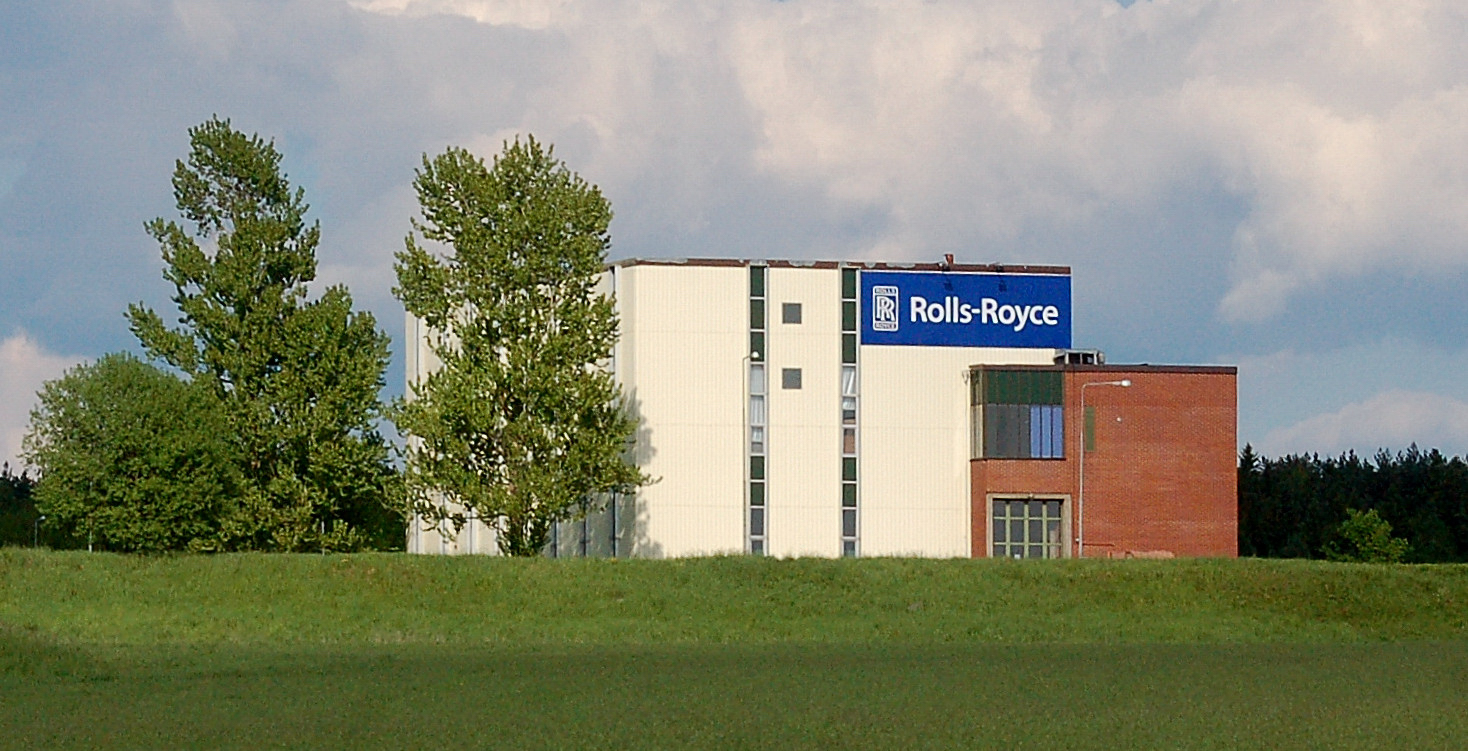
Rolls-Royce (nuvarande KMAB) industrilokaler i Kristinehamn

Stadens största privata arbetsgivare är KMAB (Kongsberg Maritime Sweden AB), tillverkare av bland annat propellrar. Andra större arbetsgivare är bland annat  Akzo Nobel, Aston Harald Mekaniska Verkstad, Adhesives, Wiréns Åkeri, Combi Wear Parts, Albin Components (kugghjul) och Björneborg Steel AB. 
Till stadens mer innovativa bolag hör Re:NewCell AB som har en testanläggning för återvinning av textiler till textilmassa.
I Kristinehamn har myndigheten Elsäkerhetsverket sitt huvudkontor.
I Bäckhammar söder om Kristinehamn finns ett av Nordic Papers pappersbruk och även dess huvudkontor. Bruket tillverkar främst kraftpapper från egen sulfatmassa.

### Bankväsende
Kristinehamns sparbank grundades 1843. Den uppgick 1975 i Länssparbanken Värmland som senare blev en del av Swedbank.
Wermlands enskilda bank hade ett kontor i Kristinehamn från dess grundande 1833. Enskilda banken i Kristinehamn grundades 1865, vilket ledde till att Wermlandsbanken lämnade orten. Den 1 juli 1898 etablerade Örebro handelsbank ett kontor i Kristinehamn. Wermlandsbanken återkom i oktober 1902. Filipstads bank öppnade ett kontor i Kristinehamn den 1 oktober 1911. Kristinehamnsbanken hade då uppgått i Wermlandsbanken, senare tog Sydsvenska kreditaktiebolaget över Filipstads bank medan Örebro handelsbank blev en del av Svenska Handelsbanken. Skånska banken (tidigare Sydsvenska kredit) överlät 1935 sin rörelse på orten till Handelsbanken.
Den 13 september 2021 stänger Handelsbanken. Därefter finns Swedbank och Nordea kvar på orten.

## Utbildning

### Grundskolor
- Djurgårdsskolan
- Stenstalidsskolan
- Södermalmsskolan
- Strandskolan

### Gymnasium
- Brogymnasiet
- Presterudsgymnasiet.[27]

### Övrigt
- Kristinehamns folkhögskola KPS (KPS).

## Kultur och evenemang
På 1980-talet kom det mycket punkmusik från Kristinehamn, och än idag finns flera mer eller mindre framgångsrika grupper inom rock och punk. Band som Jumper och Burst kommer från staden där även storbandet 0550 Big Band har huserat under flera decennier.

## Turism och sevärt

### Skärgården och dess öar
I skärgården går det turbåtar till flera öar, bland annat till Vålön där det finns flera sandstränder. Från Vålön finns broar över till Kalvön och Sibberön, där det finns tält och grillplatser. Kalvön, Sibberön och några holmar ingår i Sibberöns naturreservat. På Alvön och Långön finns bra klippbad och övernattningsmöjligheter i tält, vindskydd eller egen båt. På sommaren kan man även ö-luffa i skärgården med flera olika båtar, vilket är en väldigt uppskattad turistattraktion.

### Konstmuseet

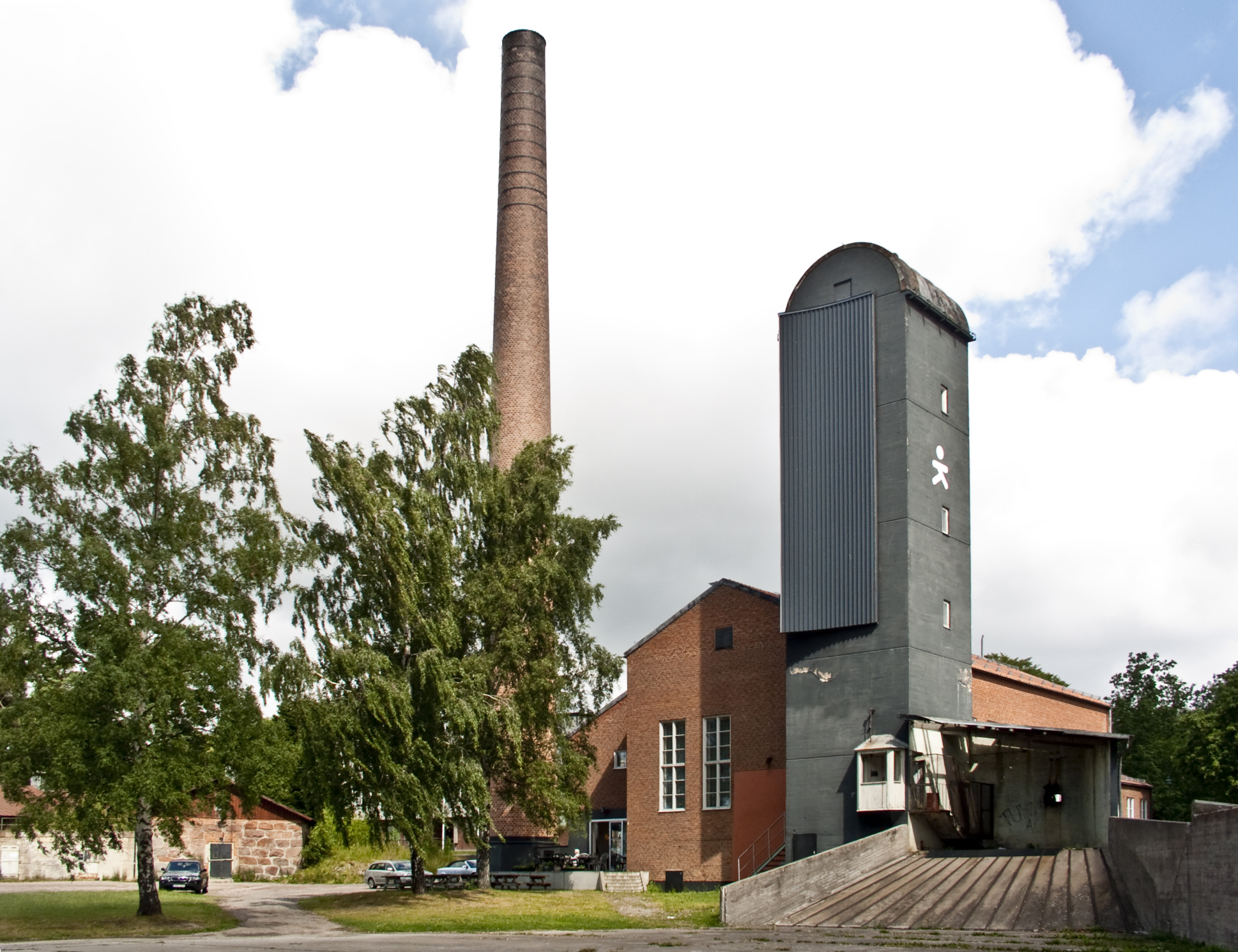
Konstmuseet

Kristinehamns konstmuseum ligger i västra delen av Kristinehamn. Under 2003 anordnades en Picassoutställning som rönte internationell uppmärksamhet. 2005 anordnades en välbesökt utställning med den finske arkitekten Alvar Aalto.

### Bojorten Christine af Bro
Bojorten Christine af Bro - tillika det flytande stadsvapnet - har efter sin jungfrufärd den 18 juni 2005 varit ett välbesökt turistmål. Bojort är ett fartyg av nederländskt ursprung och användes på 1500-, 1600- och 1700-talen för transporter av främst stångjärn från Bergslagens hyttor. Inga fartyg av dessa modeller fanns kvar i Norden men som ett EU- och arbetsmarknadsprojekt har man rekonstruerat ett sådant fartyg i Kristinehamn. Denna nya bojort med en total längd på 29,5 meter och en vikt på 130 ton marknadsförs som ett turist- och kulturprojekt av Kristinehamns kommun, som sedan år 2000 är huvudman i projektet.
Denna bojort bär namnet "Christine af Bro", och byggdes under åren 1997-2005. I augusti 2005 var fartyget med på slutmålet av Tall Ship Race i Fredrikstad i Norge. Under denna resa besökte över 5 000 personer fartyget.

### Picassoskulpturen på Strandudden
Se vidare: Picassoskulpturen i Kristinehamn

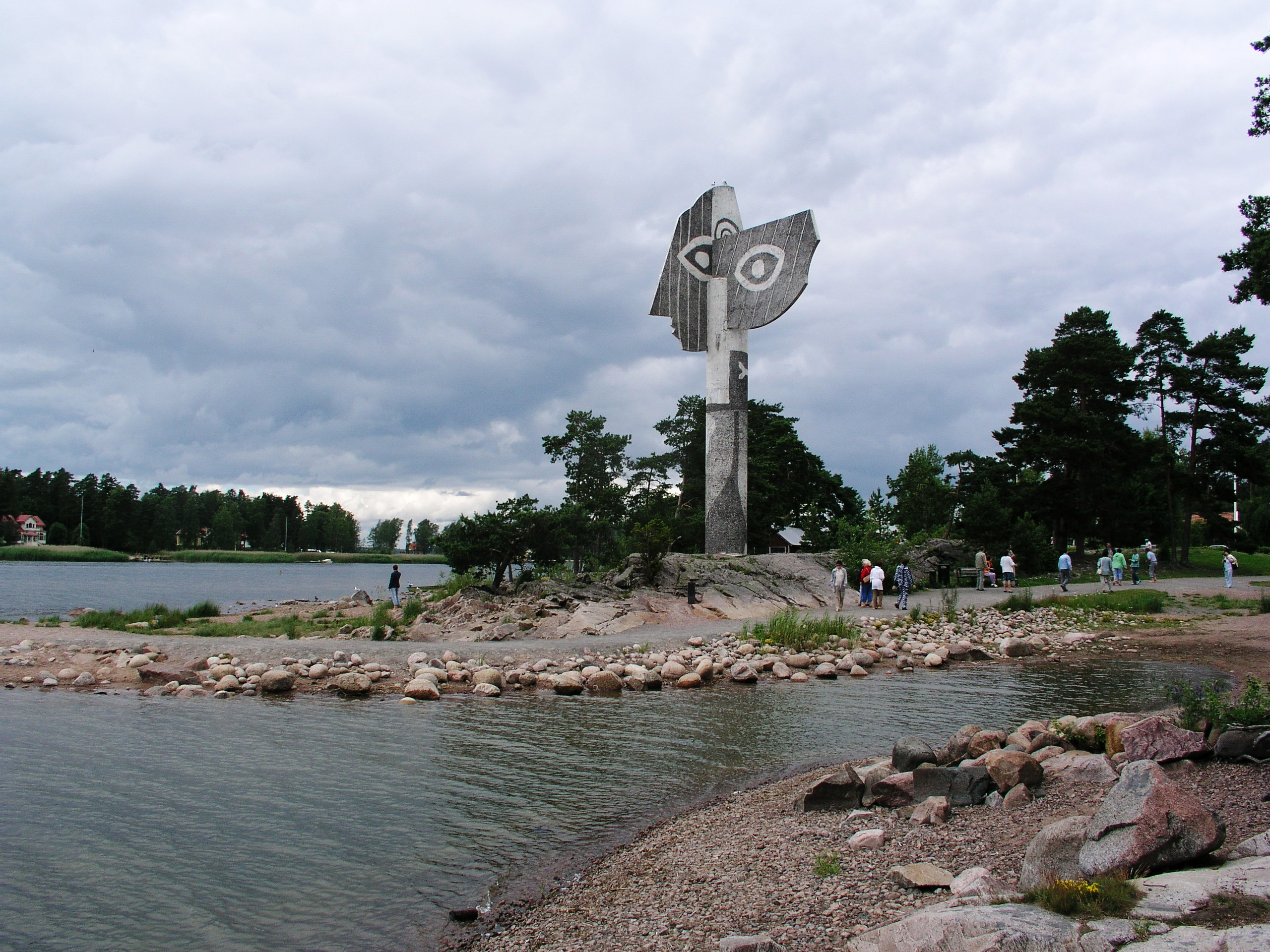
Picassoskulpturen på Strandudden

På Strandudden står sedan 1965 Pablo Picassos 15 meter höga monumentalskulptur av hans hustru Jacqueline. De första skisserna och modellerna till skulpturen gjordes på 1950-talet. Den norske konstnären Carl Nesjar hade arbetat med Pablo Picasso och gjort skulpturer för honom under cirka 17 år. Picasso hade länge haft lust att få en stor skulptur uppförd någonstans. Det hade redan gjorts en modellskulptur. Nesjar hade förhört sig i sin hemkommun i Norge, men Larviks kommun tyckte nog att skulpturen var för gräslig.
I Frankrike mötte Nesjar Bengt Olson, som var målare från Kristinehamn. Nesjar nämnde skulpturen "utan hem". Olsson kom då på att den kanske skulle kunna sättas upp i Kristinehamn eller någonstans i stadens omnejd. Nesjar tyckte att Olsson skulle kolla upp det. Olsson kontaktade kommunstyrelsen, och Nesjar drog förslaget för Picasso. Picasso sa att om Nesjar uppförde skulpturen, och den stod på en lämplig plats, så skulle det fungera. Några fotografier togs ute på den udde som numera kallas Picassoudden.
Kristinehamn använder sig av sloganen "Picasso valde Kristinehamn. Välkommen du också!" Begreppet Pablo Picasso har visat sig vara särskilt livskraftigt i staden och bland annat kommit att namnge allt från pizzerior (Pablo och Picasso) till en fotbollscup (Picasso-cup). Kristinehamns Simsällskap har även en tävling som kallas Picasso-cup. Kristinehamns Tennisklubb startade 1994 en inomhustävling som fick namnet Pablo Open och några år efter en utomhustävling som fick namnet Picassospelen.

## Personer
Se även Personer från Kristinehamn
- Carl August Adlersparre, greve, kammarherre, skriftställare och författare (under pseudonymen "Albano")
- Georg Adlersparre, greve, generalmajor, revolutionsledare, statsråd, landshövding i Skaraborgs län och författare som gifte sig med Lovisa Magdalena Linroth från Kristinehamn och bodde till sina sista dagar på Gustavsviks herrgård
- Rudolf Adlersparre, bruksägare och riksdagsman
- Arvid Andersson (tyngdlyftare), världsmästare i tyngdlyftning 1946
- Axel Broström, skeppare som grundade Broströmskoncernen
- Magnus Bäcklund, sångare som först gjorde sig känd genom TV-programmet Fame Factory
- Rolf Ekéus, diplomat och ambassadör
- Helge Fossmo, pingstpastor och sedermera ökänd från Knutbydramat
- Gustaf Fröding, bodde med familjen i Frödinggården på Nya Kyrkogatan 1868 - 1882. Började på gymnasium i Karlstad 1875, men familjen bodde kvar i Kristinehamn.
- Lage Larsson, meteorolog
- Sara Larsson, fotbollsspelare
- Gustaf "Topsy" Lindblom, drev nöjespalatset Nalen samt var olympisk guldmedaljör i tresteg
- Fredrik Lööf, seglare
- Carl Jacob Magnell, professor vid KTH, ingenjör, uppfinnare och författare
- Malin Morgan, skådespelare som har dottern Linn tillsammans med Ola Rapace
- Gustaf Nilsson, riksdagsman och landshövding som fått gatan Nilssonsgatan uppkallad efter sig och en staty efter sig på stadens stadsbibliotek
- Olof Nordenfeldt, kammarherre, brukspatron och politiker
- Björn Nordström, journalist och författare
- Ulf Nordström, kulturchef, journalist och författare
- Bengt Olson, internationellt känd konstnär
- Sandra Oxenryd, sångerska som först gjorde sig känd genom TV-programmet Fame Factory
- Erik Rafael-Rådberg, skulptör, konstnär och arkitekt
- Lille Bror Söderlundh, tonsättare och vissångare.
- Mia Skäringer, skådespelare, manusförfattare och radio- och poddprofil
- Henrik Torehammar, radioprofil, politisk kommentator på Svenska Dagbladet.
- Vendela Santén, seglare
- Tom Trana, rally-förare
- Torsten Palm, formel 1-förare
- Gunnar Palm, kartläsare
- Helena Stjernholm, affärskvinna och VD för Industrivärden
- Anne Vadasz Nilsson, jurist och generaldirektör för Energimarknadsinspektionen

## Tidig industrihistoria
Det exportorienterade kronobruket Bro (numer Kristinehamn) tillkom under 1570-talet på initiativ av Karl IX och var ett komplement till kronobruket vid Asphyttan som är en skapelse av Gustav Vasa. Det var en förhållandevis stor anläggning vid Bro med fyra masugnar, en hammarsmedja och två härdar, en osmundsmedja med två härdar och en så kallad klensmedja. Till bruket hörde även fyra kvarnar. Vid Bro kungsgård och kronobruk arbetade i slutet av 1570-talet mellan 80 och 100 personer. Under 1580 hade antalet sjunkit till 35 personer. Vid mitten av 1580-talet hade verksamheten avstannat helt. Den huvudsakliga orsaken var att hertig Karl hade uppfört sitt tredje och mest betydelsefulla bruk, Nykroppa och flyttat verksamheten från Bro till dit. Det finns även uppgifter i 1574 års räkenskaper att en anläggning i Säby hörde till Bro kronobruk.
Bro bruks tid blev dock kortvarig och det berodde främst på avståndet till Persbergs gruva. Det blev för dyrt och mödosamt att forsla malmen de 5 milen från gruvan till Bro. Efter att bruket fick läggas ned återgick Bro till sin gamla uppgift att vara utskeppningshamn för Bergslagens järnprodukter och importhamn för livsmedel.